# Aphidius matsuyamensis
Aphidius matsuyamensis är en stekelart som först beskrevs av Hajimu Takada 1966.  Aphidius matsuyamensis ingår i släktet Aphidius och familjen bracksteklar. Inga underarter finns listade i Catalogue of Life.